# Camptacra
Camptacra é um género botânico pertencente à família Asteraceae.